# Arthur Bowen Davies
Arthur Bowen Davies, né le 26 septembre 1862 à Utica (État de New York) et mort le 24 octobre 1928 à Florence (Italie), est un peintre moderniste américain. 
Il représente des scènes de genre, figures, nus, paysages, sujets allégoriques. Illustrateur, graveur, aquarelliste, rattaché à la « Ash Can School », il fut le président de l'Armory Show.

## Biographie
Il commence ses études artistiques à l'Academy of Design en 1878, puis il passe deux ans au Mexique comme dessinateur industriel (1880-1882). À son retour, élève de l'Institut d'art de Chicago avec Roy Robertson et Charles Corwin (1882-1886). Retour à New York, il travaille comme illustrateur de magazines et suit les cours de l'Art Student's League. En 1893, il fait un voyage d'études en Europe, allant au devant des Whistler, découvre Delacroix et les peintres italiens, se lie aux préraphaélites.
Au début du siècle, sous l'influence de Robert Henri, des peintres se vouent à la représentation de la réalité telle qu'elle est, mais en outre ont le souci de manifester les contextes sociaux, avec une volonté de vérisme militant, dans lesquels se situent choses et personnes des scènes qu'ils représentent. De ceux-ci, en 1907, Luks, John French Sloan et Glagkens, voient leurs envois à la National Academy, refusés. Robert Henri, membre de l'Academy, se retire, en signe de protestation. L'année suivante, à ces quatre premiers, se joignent en une exposition de groupe, Davies, Everett Shinn, Maurice Brazil, Prendergast et Ernest Lawson. C'est dans cet esprit de contestation qu'est organisée la célèbre exposition des quinze-cents œuvres, dont un tiers venues d'Europe.
Dans sa première manière, les scènes imaginaires, idylliques, peintes par Davies, reflètent une poésie proche de celle des préraphaélites anglais. Sa propre action lors de l'Armory Show, l'engage à participer à l'actualisation de l'« Art américain » — on parle ici plus volontiers de « modernisme américain ». À partir de 1914, il adopte une manière cubiste, qu'il ne sait maîtriser. Il collabore au magazine progressiste The Masses (1915-1917). Vers 1918, il pratique l'aquarelle, la lithographie et la gravure. 
Dans les dernières années de sa vie, à Paris, il collabore avec la Manufacture des Gobelins à des projets de tapisseries. Il a aussi l'occasion de créer la décoration du Bulding de la Cour de justice de New York.

## Dessins en pastel
Collection de dessins en pastel au Metropolitan Museum of Art, New York (sélection)

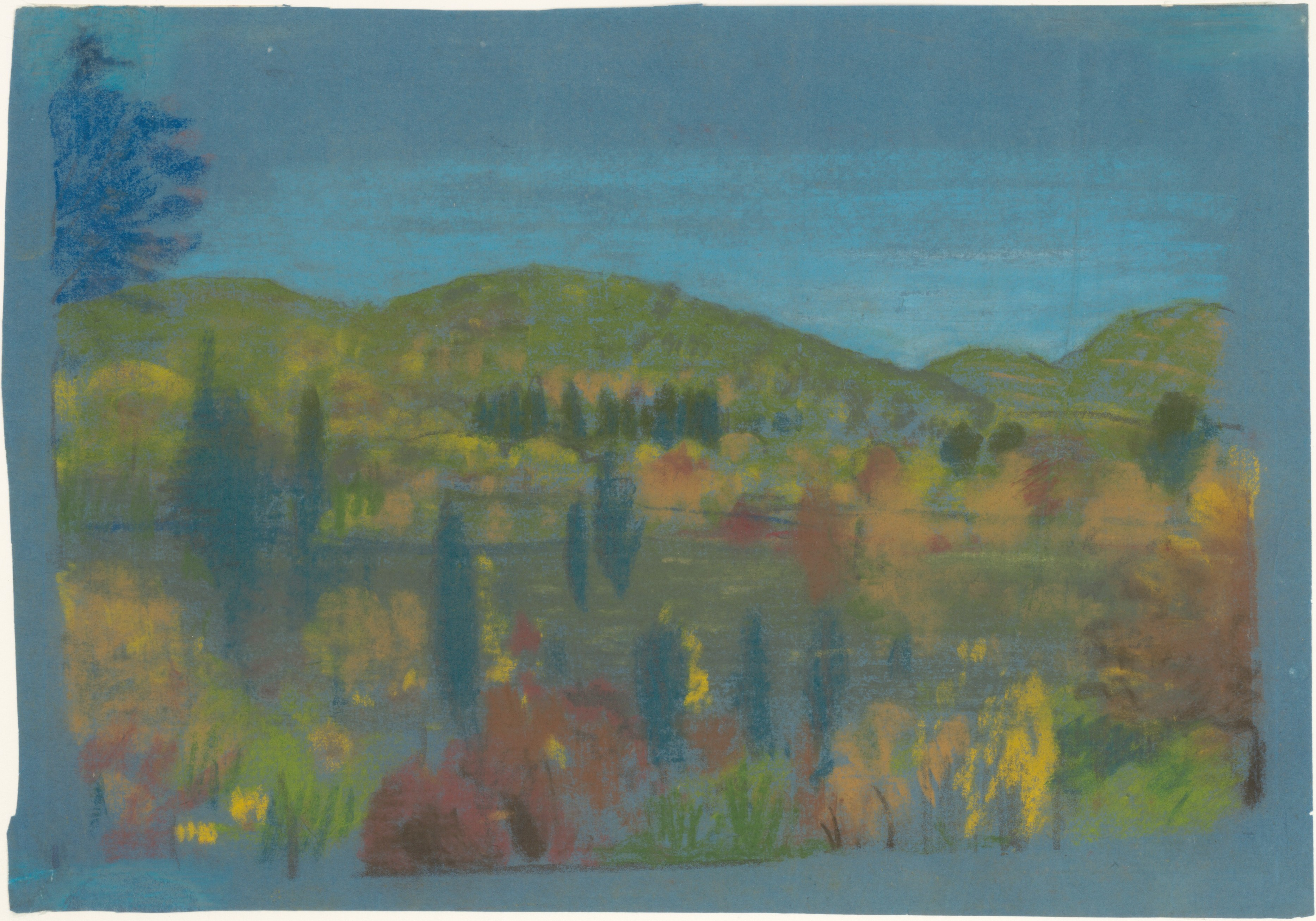
Across the Valley, pastel sur papier japonais bleu clair (18.9 x 27 cm).
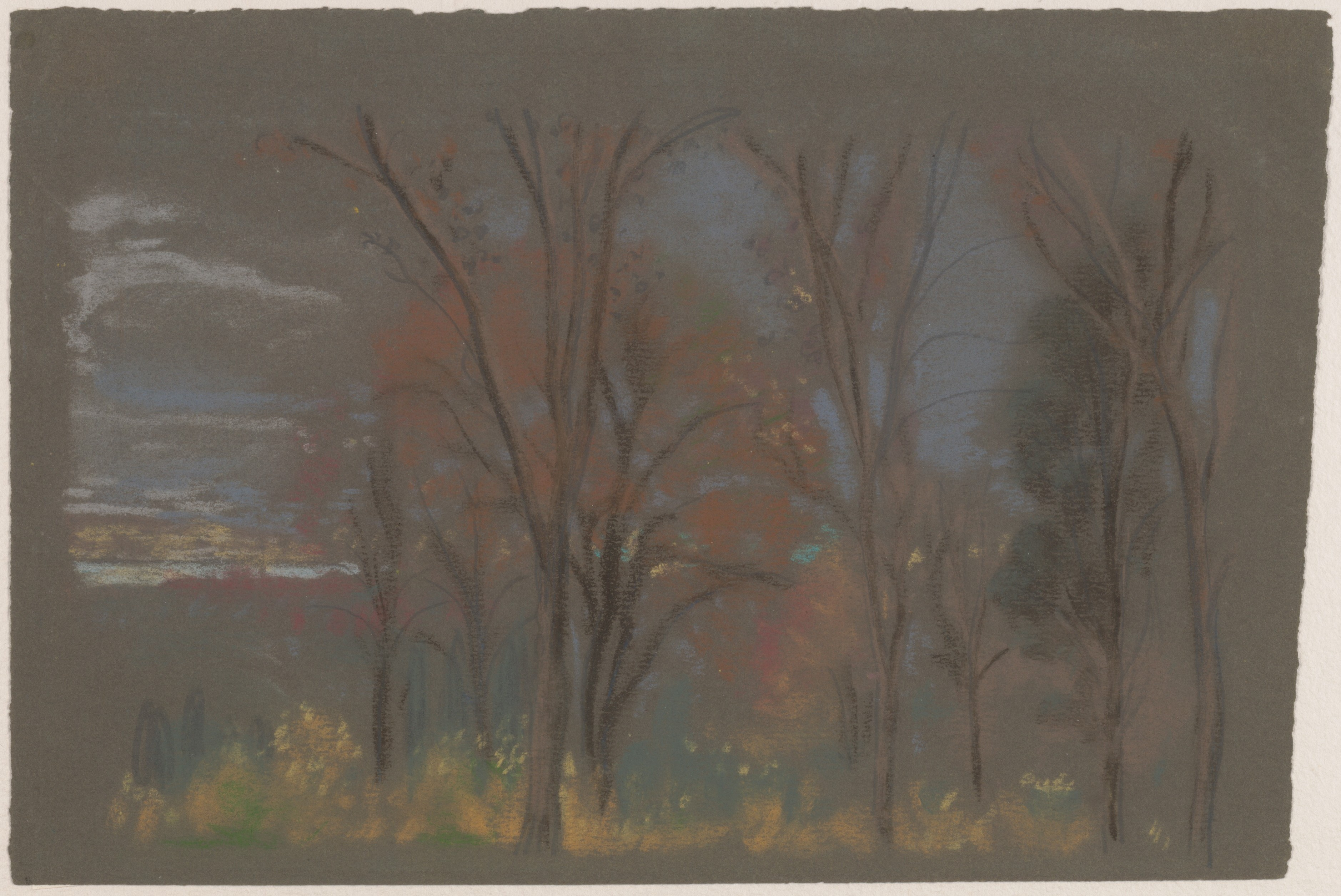
Autumn Woods, pastel sur papier vélin brun (18.4 x 27.8 cm).
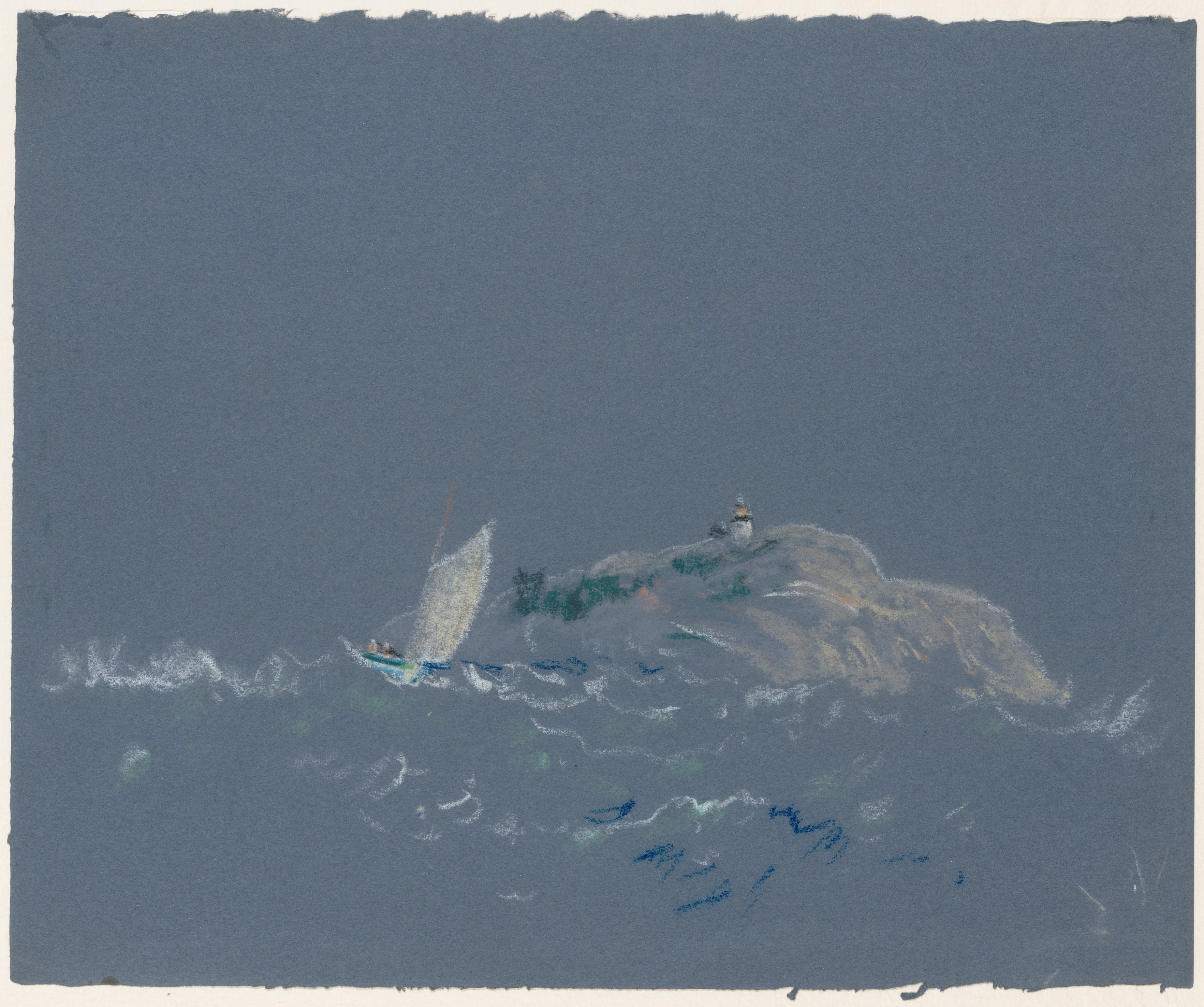
Bear Island Light, pastel sur papier vélin bleu (26 x 31.6 cm).
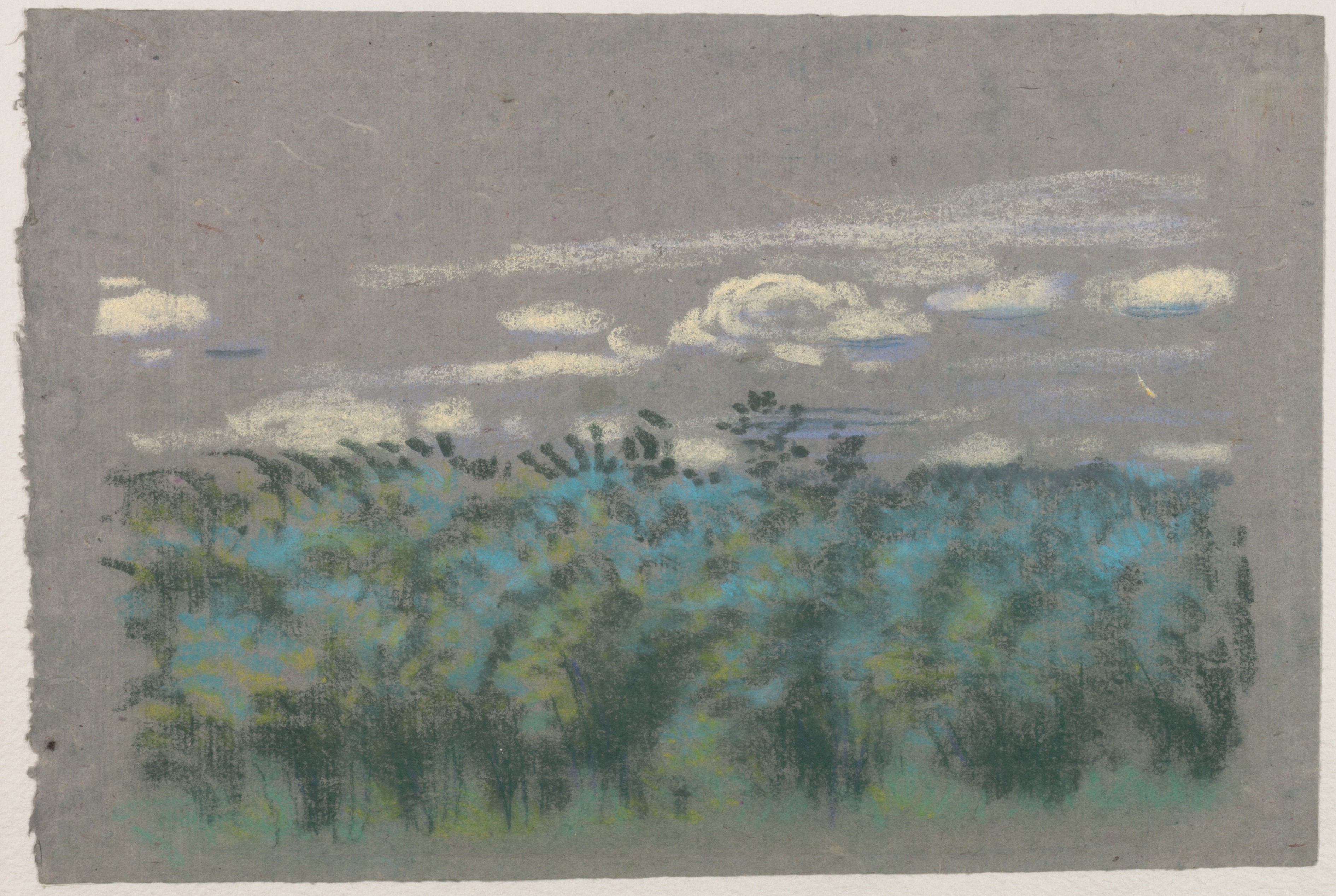
Blue Thicket, pastel sur papier gris (18.6 x 27.8 cm).
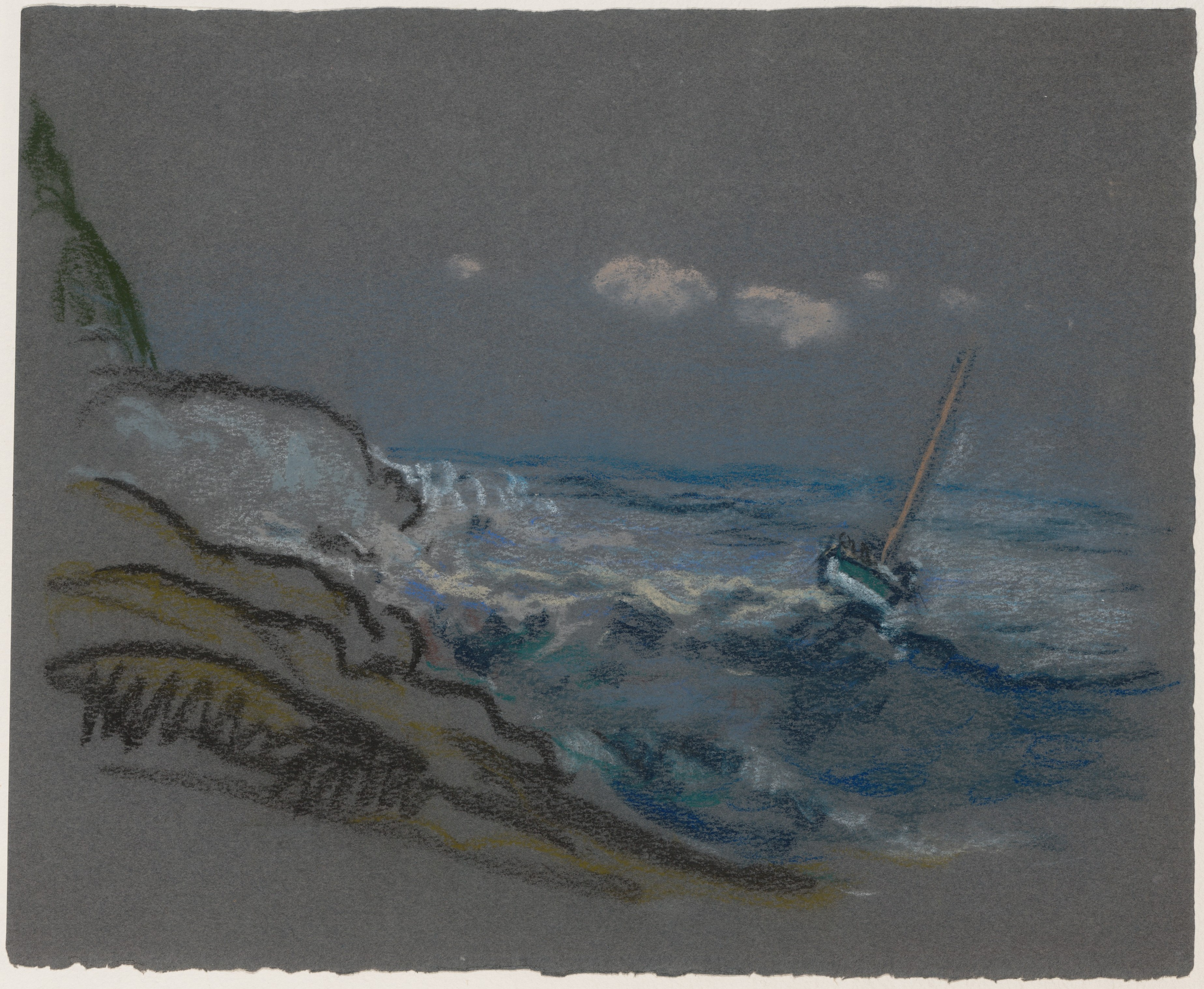
Boat in Distress, pastel sur papier vélin gris (26 x 31.1 cm).
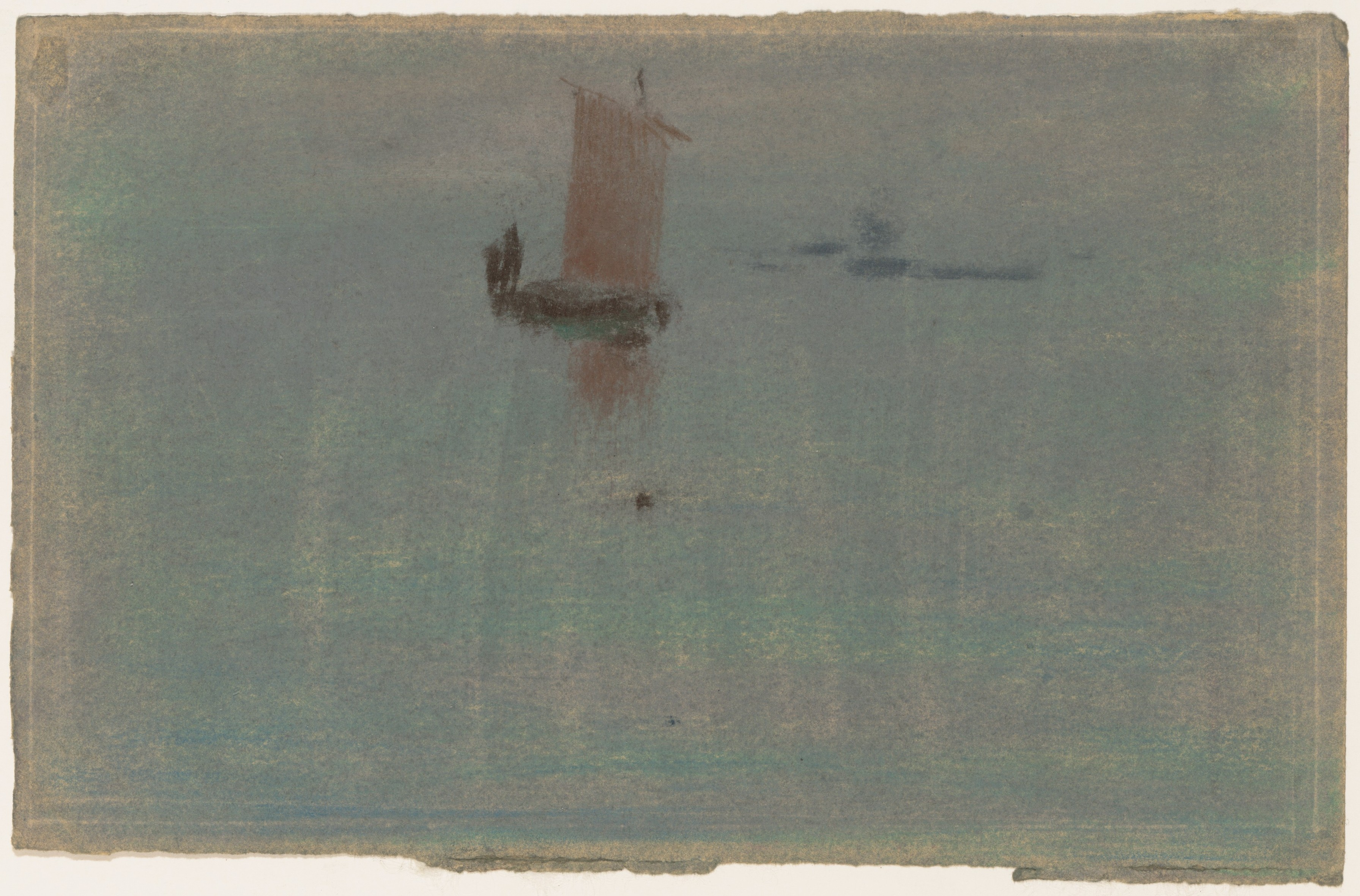
Boats at Evening, pastel sur papier vélin (14.6 x 22.5 cm).
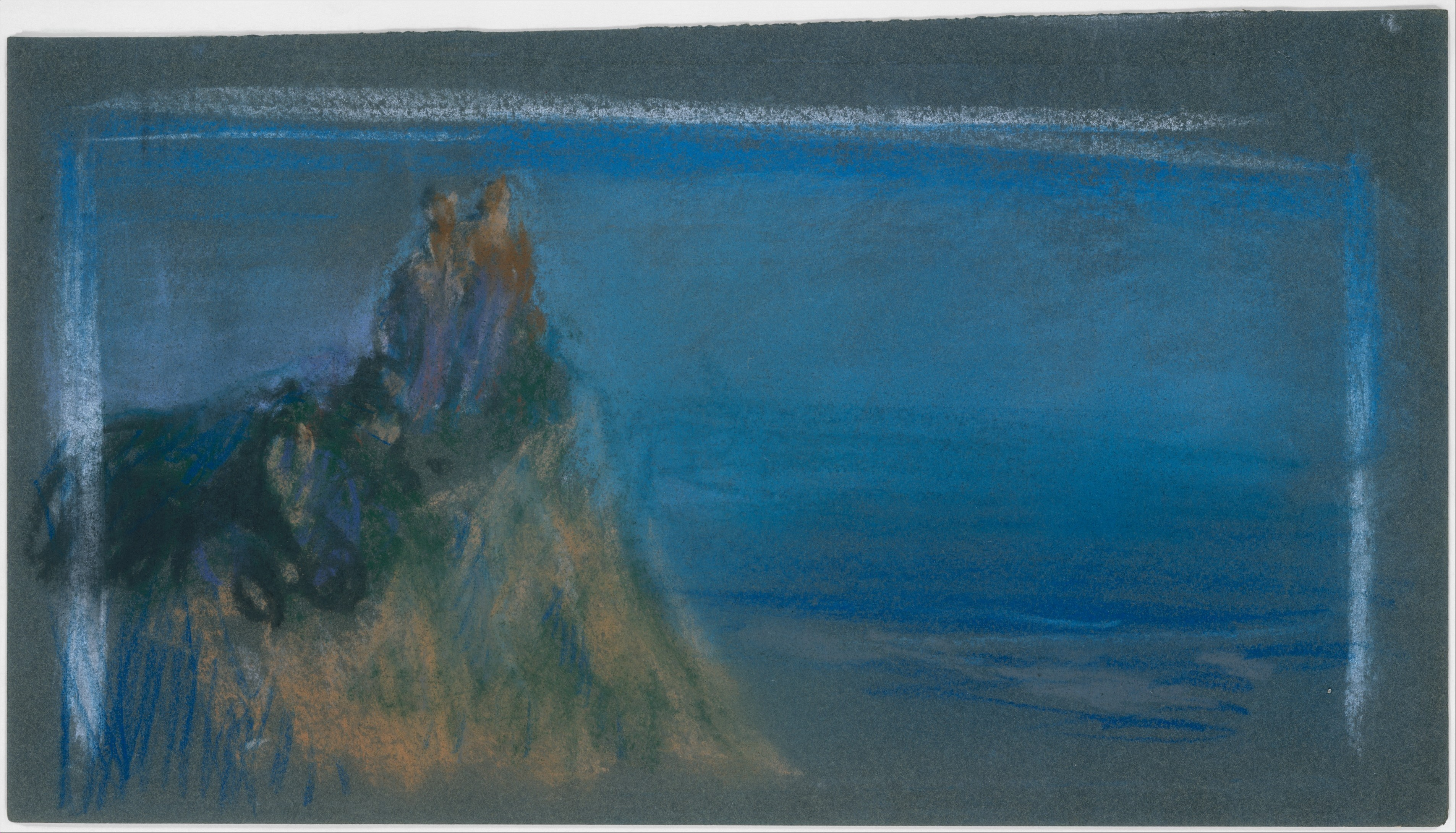
High Point, pastel sur papier gris (18.7 x 33 cm).
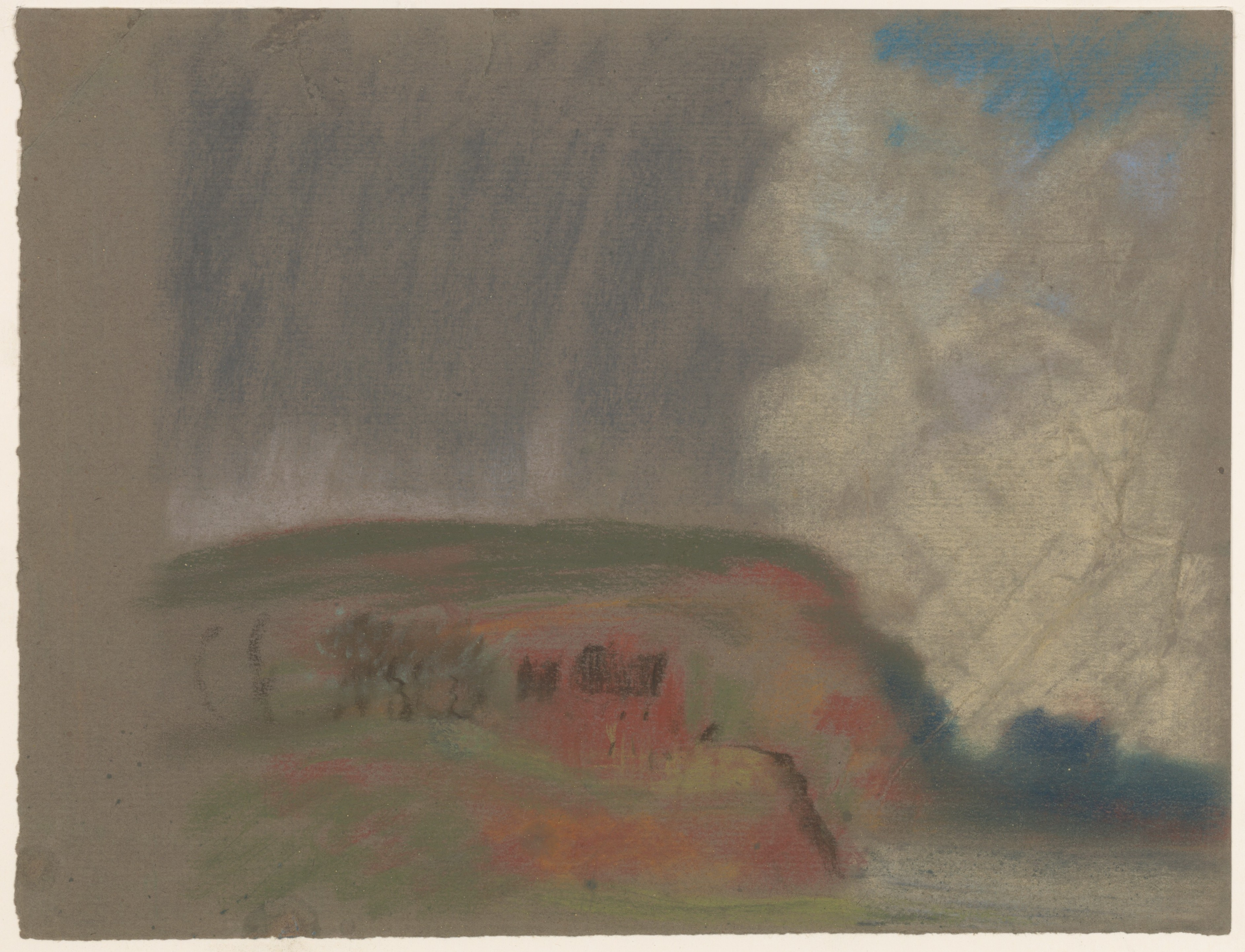
House on Hillside, pastel sur papier gris-vert (19.5 x 25.4 cm).
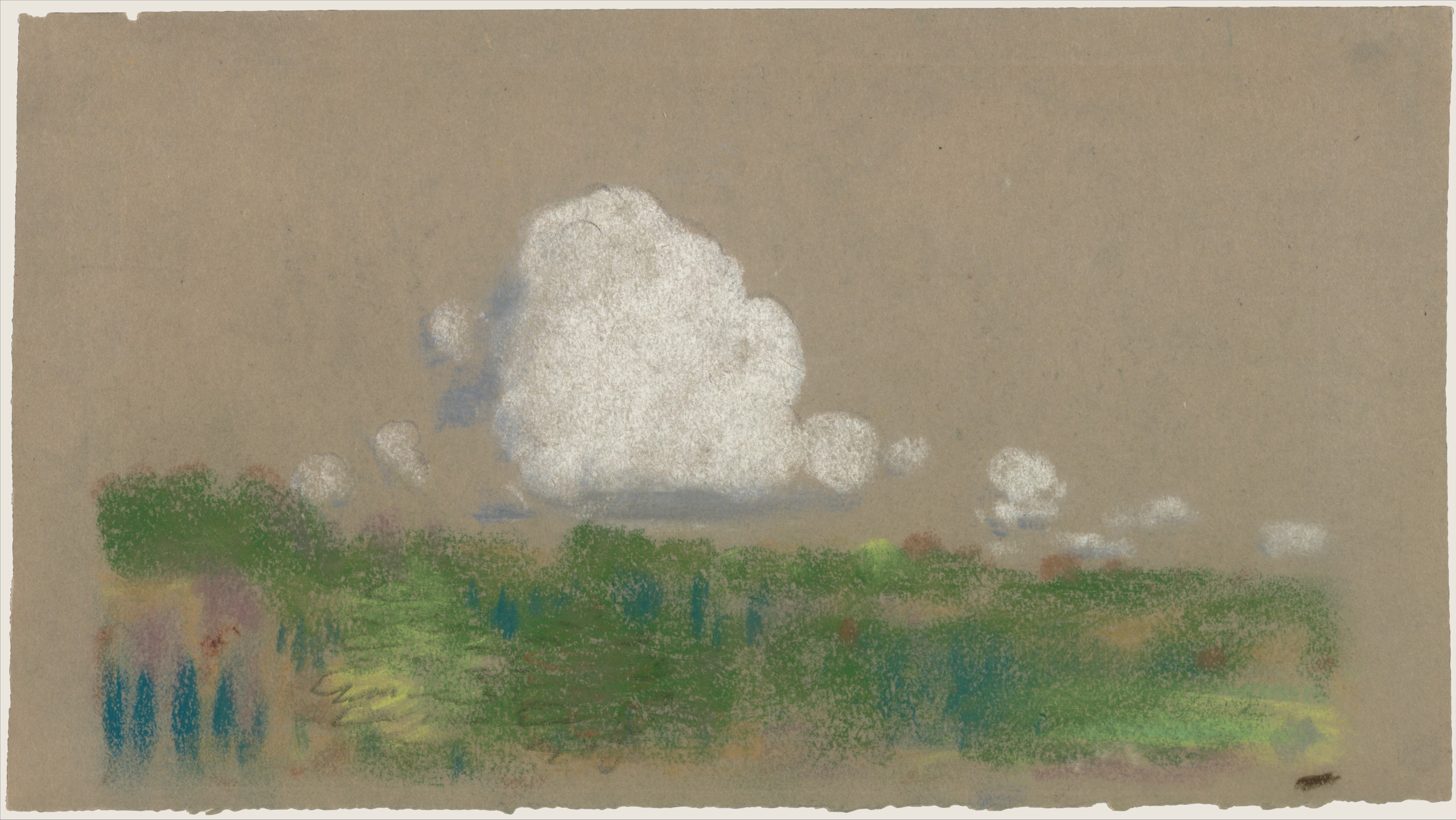
Landscape with Clouds, pastel et craie noire sur papier vélin vert-gris (15.6 x 26.8 cm).
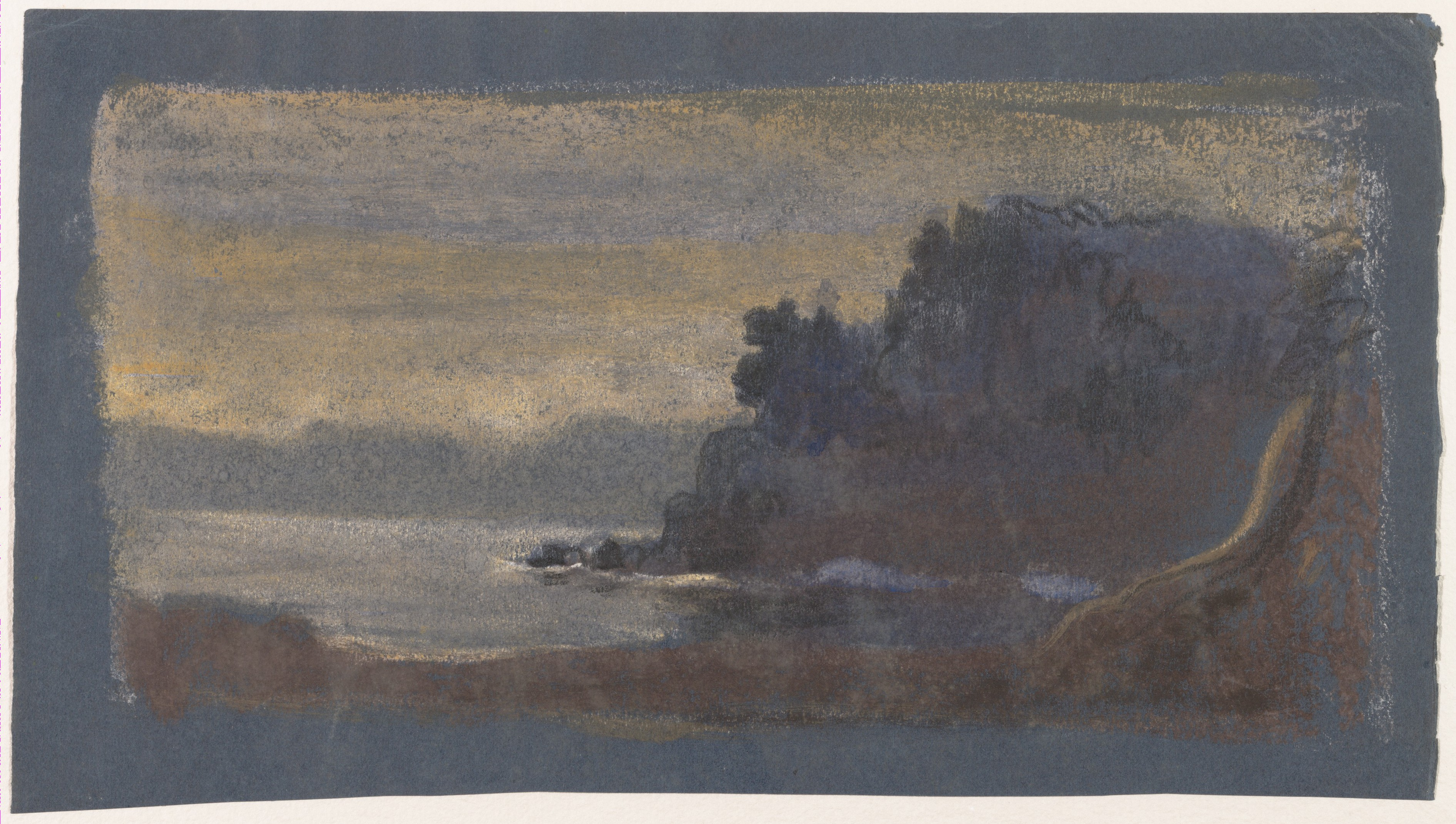
Blue Landscape, pastel sur papier vélin bleu foncé (16.5 x 29.4 cm).

## Musées
Brooklyn: Hampstead Heath, Making the Talett, Enfants de l'année dernière, Enfants dansant 1902 – Chicago (Art Inst.) : Maya, miroir d'illusion – New York (Mus.) : Rêve, Les licornes 1906 – Oakland (Californie) : Le lac Tahoe vers 1914 - Washington (Corcoran Gal. Of Art) : Paysage de l'Ombrie.